# 5309 МакФерсон
5309 МакФерсон (5309 MacPherson) — астероїд головного поясу, відкритий 2 березня 1981 року.
Тіссеранів параметр щодо Юпітера — 3,586.